# Zhuqiao (köpinghuvudort i Kina, Shandong Sheng, lat 37,36, long 120,10)
Zhuqiao (kinesiska: 朱桥, 朱桥镇) är en köpinghuvudort i Kina. Den ligger i provinsen Shandong, i den östra delen av landet, omkring 290 kilometer öster om provinshuvudstaden Jinan. Antalet invånare är 59 726. Befolkningen består av 29 946 kvinnor och 29 780 män. Barn under 15 år utgör 9,0 %, vuxna 15-64 år 73 %, och äldre över 65 år 16,0 %.
Runt Zhuqiao är det tätbefolkat, med 613 invånare per kvadratkilometer. Närmaste större samhälle är Sanshandao, 13,5 km väster om Zhuqiao. Trakten runt Zhuqiao består till största delen av jordbruksmark.
Genomsnittlig årsnederbörd är 801 millimeter. Den regnigaste månaden är juli, med i genomsnitt 317 mm nederbörd, och den torraste är januari, med 11 mm nederbörd.